# Poligamija
Poligamija (mnogoženstvo) – od grčkog (πολύς, latinično: pollys) (= puno) i (γάμος, latinično: gamos) (= brak) –  bračni običaji rašireni u mnogim dijelovima svijeta koji dozvoljavaju ženidbu s više bračnih partnera. Poligamija je jako star običaj koji se javlja u nekoliko oblika. Poligamija se razlikuje prema spolu. Poliandrija (polyandry) se pojavljuje kada žena može imati više muževa, kao što je to bio slučaj na Tibetu ili kod Eskima. Drugi oblik, mnogo češći, jest poliginija (polygyny; nastalo od poly+ gine= žena) u kojoj muškarac posjeduje ili ima više žena kao vlastite supruge. Uzrok poliginije može biti različit. Kod kanadskih Eskima bio je običaj ubijanja ženske djece što je dovodilo do manjka žena. Ova umjetno stvorena situacija dovela je do toga da jedna žena ima nekoliko muževa. U veoma teškim životnim uvjetima u arktičkom području Kanade više muškaraca-muževa svakako je lakše moglo doći do hrane za obitelj. Ostavljena obuća ili oružje pred vratima šatora ili eskimskog iglua navještavala je mužu-suparniku da bi se trebao udaljiti i pričekati svoj red jer je to mjesto zauzeto. Eskimski običaj nuđenja žena gostu tijekom noći, kakav je bio uobičajen i kod nekih Indijanaca, mogao je biti posljedica manjka žena. Poligamijske obitelji bile su veoma mnogobrojne u Asteka. Axayacatl je imao vjerojatno 25 djece, Tlacaeleltzin 83, Nezaualpili 144 od kojih 11 s glavnom ženom. Nuđenje žena može se naći i u Tibetu gdje je poliandrija prije bila veoma raširena. Ovakva nuđenja žena kod Indijanaca obiju Amerika obično su bili čin gostoprimstva i vjerojatno su proizašli iz običaja grupnog braka. Grupni brak odnosi se na običaje levirata po kojem se udovica mora udati za brata umrlog muža, to jest sororata po kojem je udovac dužan oženiti sestru umrle žene. Ovo uvijek ne mora biti tako ako se gledaju primjeri iz sororalne poliginije kod Indijanaca. Za primjer možemo uzeti prerijsko pleme Arapaho gdje je muž imao pravo ženiti sve sestre svoje supruge kako bi koja postala punoljetna. Arapahi naravno nisu jedini primjer. Poligamija nije izumrla i još je veoma raširena, uglavnom kod naroda islamske vjeroispovijedi gdje muškarac može imati više žena o kojima je dužan skrbiti. 
Većina društava u povijesti je zabranjivala poligamiju pa je i u Hrvatskoj danas zabranjena; u čl. 167. Kaznenog zakona za kazneno se djelo dvobračnosti propisuje kazna zatvora do godine dana. Međutim, ta praksa osobito je bila raširena na Bliskom Istoku. Vjerski propisi Islama – kao velike svjetske religije i kulture nastale tom području – dozvoljavaju brak jednog muškarca s do četiri žene.  

### Osvrt na bigamiju
Danas veoma poznat termin bigamija, koji označava nedozvoljenu ženidbu s dvije žene unutar jedne zajednice koja to ne dopušta, uopće ne bi trebalo dovoditi u vezu s poligamijom kao jednim od vida ljudske kulture koja se javlja kod poligamnih zajednica širom svijeta i koje ju odobravaju. Poligamna društva (kao što su to razne islamske zemlje ili neke samostalne plemenske zajednice koje su imale svoje plemenske zakone) uglavnom nemaju nekog posebnog ograničenja u odnosu na broj žena koje može imati neki muškarac, a nije postojala nijedna zajednica koja je poliginiju ograničavala na bigamiju. Jedini uzrok koji je mogao ograničavati broj žena bila je mogućnost njihovog uzdržavanja pa bi unutar neke tribalne zajednice većina muškaraca sebi mogla priuštiti tek dvije žene ili pak samo jednu.  Ovo nam ukazuje jedino na to da bigamija nije dio poligamije i pripada jedino kriminalističkoj problematici koja se javlja tek u modernom društvu.

## Poliandrija
Poliandrija je u svijetu poznata, osim među nomadskim Tibetancima, i kod nekih naroda u Nepalu, Ladakhu i Indiji (kod stočarskog naroda Toda i plemena Nishi), nekim regijama Kine (osobito u Yunnanu) te kod starih Guanča, ali ne na svim otocima jer ih je bilo i monogamnih. Kod stočara Toda, nastanjenih u planinama Nilgiri u državi Tamil Nadu, jedna žena može se udati za sve muške članove jedne obitelji. Sva braća postat će njezini muževi slično kao kod Arapaha kod kojih muškarac ženi sve sestre.
- Zeleno: Poligamija je dopuštena samo za muslimane
- Plavo: Poligamija je dopuštena
- Tamnoplavo: Poligamija je legalna samo u nekim područjima (Indonezija)
- Oker: Poligamija je nedopuštena, ali njezino se prakticiranje ne kažnjava
- Crno:Poligamija je nedopuštena, a njezino se prakticiranje kažnjava

- U Indiji, Libanonu, Maleziji, Filipinima i Singapuru poligamija je legalna samo za muslimane.
- U Nigeriji i Južnoj Africi pravno se priznaju poligamni brakovi pod običajnim uvjetima i za muslimane.
- Na Mauricijusu poligamni brakovi nemaju zakonsko priznanje, nego se suprugom smatra samo prva žena koju musliman uzme.

## Poliginija
Poliginija se danas očuvala po muslimanskim zemljama, u potpunosti ili djelomično izoliranim plemenima i u tribalnim zajednicama u muslimanskim afričkim državama. Musliman, prema islamu, danas smije imati do četiri žene. Kod kanadskih Creeja vrijedi isto što i za spomenute Arapahe. Poliginija, kao i poliandrija, prisutna je i u plemenu Adi u Arunachal Pradeshu. Poliginija je bila široko raprostranjena u cijeloj Africi gdje se obitelj sastojala od muža, njegovih žena i djece. U matrilinearnom sustavu Chiricahua prisutni su levirat i sororalnu poliginiju.

## Poliamorija
Poliamorija  (u slobodnom prijevodu višeljublje) je praksa, želja i prihvaćanje više intimnih odnosa u isto vrijeme u potpunom znanju i prihvaćanju ostalih osoba s kojima imaju intimni odnos. Višeljublje je različito od swinginga (koji ima fokus na snošaj kao sport i uživanje) i može, ali ne mora, uključivati i poliseksualnost (naklonost prema ostalim spolovima).

## Pravni tretman poligamije
U zemljama zapadnog kulturnog kruga poligamija se bez iznimke zakonski kažnjiva. U Hrvatskoj članak 167. Kaznenog zakona predviđa za kazneno djelo višebračnosti kaznu do godinu dana zatvora. Zemlje na Dalekom Istoku također zabranjuju poligamiju. Tako japanski Kazneni zakon u čl. 184. predviđa za višebračnost kaznu zatvora do dvije godine, a kineski Kazneni zakon u čl. 258. također predviđa toliku zatvorsku kaznu.
Islamske zemlje u pravilu poligamiju zakonski priznaju onako kako je predviđeno islamskim vjerskim propisima. Indija, Malezija, Singaupur, Filipini i neke druge zemlje dopuštaju poligamiju samo za muslimane.

## Priležnice
Priležnice su žene koje žive u konkubinatu s već oženjenim muškarcem, a što je poznato već u starom Rimu i drevnoj Kini. U pravilu priležnice su imali jedino ljudi višeg društvenog položaja, kao od Izraelaca iz biblijskih vremena gdje je inoča imala u kući ista legitimna prava kao i supruga (kasnije je Judaizam zabranio višeženstvo). Kod Hebreja je naziv za ženu ‘iššâ, a za konkubinu pilegeš (פילגש‎) i srodna je grčkoj riječi pallax (pallakis), "mistresa" ili "ljubavnica".

## Vanjske poveznice
- Poligamija u Sjedinjenim Drzavama  Arhivirana inačica izvorne stranice od 8. listopada 2008. (Wayback Machine)
- Malezija i poligamija  Arhivirana inačica izvorne stranice od 25. veljače 2008. (Wayback Machine)
- BARBIR JELENA, Kultura i običaji  Arhivirana inačica izvorne stranice od 23. studenoga 2011. (Wayback Machine)